# Chotoku Kyan
Chotoku Kyan (1870-1945) was een Okinawaanse karatemeester, die zowel bekend was om zijn bekwaamheid in karate als zijn kleurrijke leven. Hij heeft een grote invloed op de Shorin-ryu stijlen van karate gehad.

## Eerste jaren
Chotoku Kyan werd geboren in december 1870 in Shuri te Okinawa. Hij was de derde zoon van Chofu Kyan, die de hofmeester was van de Okinawaanse koning, voordat het koninkrijk officieel ontbonden werd en toegevoegd werd aan Japan als prefectuur Okinawa. Kyan was een neef van karatemeester Choki Motobu.
In zijn jeugd was Kyan klein in gestalte, leed aan astma en was vaak bedlegerig. Hij had ook een slecht gezichtsvermogen, waardoor hij de bijnaam Chan Migwa (klein oog Chan) kreeg.

## Karate erfenis
Kyan's vader beoefende waarschijnlijk ook karate en onderwees Kyan in zijn jeugd in tegumi, het Okinawaans worstelen. Toen Kyan 20 jaar oud, begon hij karate te trainen onder Kosaku Matsumora en Kokan Oyadomari. Toen hij 30 jaar oud was, werd hij beschouwd als een meester in de karatestijlen Shuri-te en Tomari-te, die later zouden fuseren tot de hedendaagse Shorin-ryu stijlen.
Kyan's leerling Zenryo Shimabukuro stond bekend als de student die het langst bij hem getraind heeft (10 jaar). Kyan is erom bekend zijn studenten aan te moedigen om bordelen te bezoeken en alcoholische drank te consumeren als onderdeel van hun karatetraining.
In 1936 nam Kyan deel aan een symposium van Okinawaanse karatemeesters, waar de term "karate" gestandaardiseerd werd en andere vergaande besluiten werden gemaakt met betrekking tot de vechtkunsten van Okinawa.
In de Tweede Wereldoorlog overleefde Kyan de slag om Okinawa, maar later in 20 september 1945 overleed hij aan uitputting en ondervoeding in Ishikawa te Okinawa.